# Battaglia di Cartagine (698)

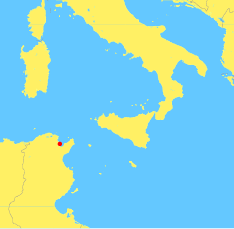
Cartagine, a causa della sua vicinanza con la Sicilia, era una grossa minaccia per l'Impero

La battaglia di Cartagine fu combattuta nel 698  tra un corpo di spedizione bizantino e l'esercito del quinto Califfo Omayyade.

## Preludio
Avendo perso Cartagine ad opera dei musulmani,  l'Imperatore Leonzio inviò la flotta sotto il comando di Giovanni Patrizio  e del Drungarios Tiberius Apsimarus, che grazie ad un attacco a sorpresa penetrarono nel porto e riconquistarono la città, costringendo le armate arabe ad ritirarsi presso Qayrawan.

## Preparazione
L'emiro Hassan ibn al-Nu'man stava conducendo una campagna nel Maghreb, ma appresa la notizia ritornò subito a Qayrawan per affrontare la nuova sfida bizantina all'emergente Califfato, e preparò dei piani per attaccare Cartagine la primavera successiva. Si stima che le sue forze contassero 40000 uomini. I Bizantini chiesero aiuto ai Berberi loro alleati, e ai nemici Visigoti e Franchi. Il re dei visigoti Witiza inviò in aiuto un contingente di 500 uomini, ma i bizantini erano fiaccati da lotte intestine che ne indebolivano il potere.

## La battaglia
Hassan ibn al-Nu'man, infuriato per la facile resa della città alla conquista bizantina, non offrì altra possibilità se non quella di arrendersi o morire. L'Imperatore Leonzio aveva anch'egli dato alle sue truppe l'ordine di vincere o resistere fino all'ultimo uomo. L'esercito bizantino uscì dalla città ed attaccò direttamente l'esercito dell'emiro ma, sconfitto, dovette ritirarsi. Il comandante romano decise perciò di attendere al riparo delle mura, potendo contare sui rifornimenti via mare. L'esercito arabo però iniziò una serie di incessanti attacchi per terra per mare, finché i difensori, stremati e presi tra due fuochi, furono costretti a fuggire dalla città, che verrà distrutta per la seconda e ultima volta. I bizantini ripararono in Corsica, Sicilia e Creta per continuare a resistere all'espansione araba.

## Conseguenze

Il Califfato Omayyade nel momento della sua massima espansione, 750 d.C.

Giovanni Patrizio fu ucciso in una cospirazione per mano del suo co-comandante, Tiberius Apsimarus. Egli, invece di tornare in Africa a contrastare l'espansione del califfato, tornò a Costantinopoli. Dopo una vittoriosa ribellione salì al trono come Tiberio III, per essere poi deposto dal nuovo imperatore Giustiniano II, conosciuto come Rinotmeto.
La conquista del nord Africa da parte delle forze islamiche era ormai quasi completata. Le forze di Hasan vennero contrastate efficacemente dalle tribù berbere degli Zanata sotto il comando della regina Kahina. che gli inflissero una grave sconfitta costringendolo a tornare in Cirenaica. Ciononostante, nel 702 il Califfo Abd al-Malik gli inviò molti rinforzi, con i quali poté riprendere l'avanzata. Sconfisse definitivamente Kahina nella battaglia di  Tabarka, a ovest di Cartagine. Sviluppò quindi il villaggio di Tunisi, vicino alla località dove sorgeva Cartagine, distrutta dal suo esercito nel 698.